# Violations des droits de l'homme pendant la guerre civile syrienne

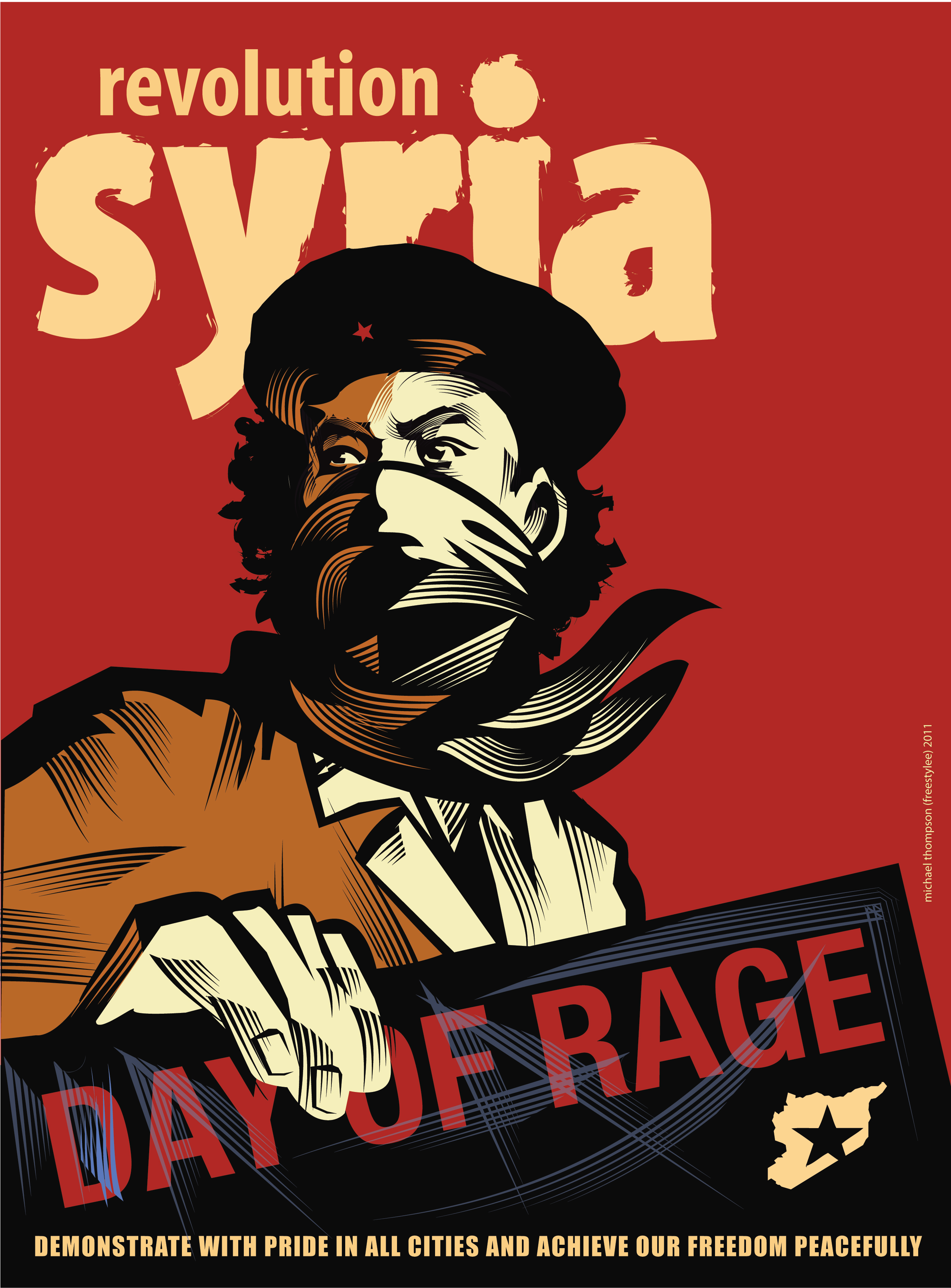
Affiche diffusée en 2011 sur Facebook par des opposants au régime

Durant le conflit syrien, depuis 2011, les exactions ont été nombreuses et attribuées aux différents belligérants, en particulier au régime syrien, accusé de multiples crimes de guerre et crimes contre l'humanité.
Les victimes sont diverses : journalistes, personnels soignants, défenseurs des droits de l'homme, femmes et enfants, minorités religieuses, prisonniers d'opinion...
En juillet 2017, l'ONU met en place une commission chargée de la collecte de preuves : Le Mécanisme international, impartial et indépendant (MIII) chargé de la collecte des preuves des crimes de guerre en Syrie.

## Attaques ciblées
Les attaques ciblées contres des civils et des infrastructures civiles constituent des crimes de guerre. Elles sont cependant systématiquement utilisées par les aviations syrienne et russe, visant notamment les infrastructures nécessaires aux habitants : hôpitaux, secours, écoles, marchés, boulangeries, captage d'eau, convois humanitaires... dans uns stratégie délibérée de faire fuir les populations civiles,.

### Contre des journalistes
Les citoyens syriens qui filment les manifestations au printemps 2011 sont les premiers pris pour cibles par l'armée et les milices du régime. Cela devient rapidement habituel : faire disparaître les témoins avant de réprimer le reste des manifestants.
À l'exception des journalistes sélectionnés par les autorités officielles, les reporters sont bannis de Syrie. Ceux qui entrent malgré tout dans le pays, font des cibles particulièrement visées. Durant les 18 premiers mois de la guerre civile, l'organisation Reporters sans frontières dénombre 33 meurtres de journalistes. Beaucoup de journalistes ont été tués par les forces armées du gouvernement, comme Marie Colvin. La mort du journaliste français Gilles Jacquier, alors en reportage autorisé par Damas, a tout d'abord été imputée à des tirs rebelles mais serait, selon ses confrères présents sur place, le fait du régime syrien,,,.
La Syrie est en avril 2014, le pays le plus dangereux au monde pour les journalistes. À cette période, le gouvernement n'est plus le seul à s'en prendre aux journalistes, mais également certains groupes armés extrémistes, notamment l’État islamique. À l'instar du régime, ils s'opposent à la liberté de la presse et le simple fait d'avoir une caméra ou un appareil photo sont des motifs d'arrestation et de détention,.

### Contre du personnel soignant
Début 2017, le rapporteur spécial sur le droit à la santé auprès des Nations unies, revenant d'une enquête auprès de blessés et soignants en Syrie, peut « confirmer que les infrastructures de santé sont délibérément visées dans le conflit syrien, ce qui constitue une violation du droit international et des droits de l'homme. C'est sans précédent. Les hôpitaux sont ciblés, les civils sont volontairement privés d'accès aux soins. » et affirme que les bombardements d'hôpitaux ne peuvent pas être niés, et sont au contraire des faits avérés, répétés et qu'il s'agit d'une tactique de guerre.
Médecins sans frontières affirme que « depuis le début du soulèvement syrien, l’aide humanitaire en zone d’opposition est criminalisée et le personnel de santé, directement visé par le gouvernement syrien, fait l’objet d’une véritable campagne de persécution ». L'ONG n'a pas l'autorisation d'intervenir en Syrie, et décide d'opérer clandestinement,.
Des témoins, parmi lesquels des soignants survivants, le GPPI, Physicians for Human rights et le New York Times affirme qu'apporter des soins médicaux dans une zone d'opposition est un crime aux yeux du régime d'Assad, qui, avec ses alliés, a visé et tué des centaines de personnels soignants et en a arrêté, torturé, souvent à morts, des centaines d'autres. La mort de 942 personnels soignants a été documentée par Physicians for Human rights,.

### Contre l'aide humanitaire
Des convois humanitaires, en plus d'être empêchés d'accès à des zones assiégées, sont également la cible de bombardements aériens. Le ciblage d'un convoi de l'ONU le 20 septembre 2016 fait de nombreux blessés et morts.
Le largage de 28 bombes barils lors de la distribution d'aide alimentaire à Daraya, quelques heures après l'arrivée du seul convoi humanitaire depuis plusieurs années de siège a provoque l'indignation.
Selon Médecins sans frontières « l’aide humanitaire en zone d’opposition est criminalisée et le personnel de santé, directement visé par le gouvernement syrien, fait l’objet d’une véritable campagne de persécution ». L'enlèvement de cinq volontaires par l'État islamique contraint également l'ONG à cesser ses activités dans la zone contrôlée par le groupe,.

### Contre des minorités religieuses
Deux évêques aleppins sont enlevés le 22 avril 2013 : le grec orthodoxe Boulos Yazij et le syriaque orthodoxe Yohanna Ibrahim. Revenant de Turquie, leur chauffeur a été abattu, et les deux évêques sont portés disparus. De nombreux témoignages accusent des brigades rebelles d'enlèvements, de tortures et de meurtres ciblant les minorités chrétiennes et kurdes.

## Viols et agressions sexuelles pendant le conflit
Women Under Siege, une organisation de défense des droits humains, avait documenté, en juillet 2012, plus de 100 cas de viols et d'agressions sexuelles pendant le conflit. La plupart de ces crimes sont attribués aux Shabiha et aux autres milices loyalistes. Les victimes étaient des hommes, des femmes et des enfants, les femmes et les filles représentant 80 % des victimes, même si une étude du HCR indique que les violences sexuelles envers les hommes et les garçons pourraient être sous-estimées.
À la fin de novembre 2013, selon un rapport de l'EMHRN intitulé Violence against Women, Bleeding Wound in the Syrian Conflict, près de 6 000 femmes avaient été victimes de viols (y compris de viols collectifs) depuis le début du conflit. Les chiffres sont probablement beaucoup plus élevés, un grand nombre de cas ne faisant pas l'objet de déclaration,,. En mars 2014, Abdel Karim Rihaoui, président de la Ligue syrienne des droits de l'homme, estime à plus de 50 000 le nombre des femmes violées dans les prisons du régime syrien,. Parmi elles, 90 % auraient été violées de manière répétée. Les hommes et les mineurs sont également victimes de viol.
Le viol est utilisé comme arme de guerre par le régime de manière systématique, ce qui pourrait constituer un crime contre l'humanité,. Les forces de sécurité du régime sont également connues pour harceler sexuellement les femmes, notamment lorsque leurs époux ont été arrêtés.
En 2017, une étude du HCR indique que les violences sexuelles ont lieu également hors du territoire syrien dans les pays d'asile entre réfugiés ou par la population locale.

## Exactions envers des enfants

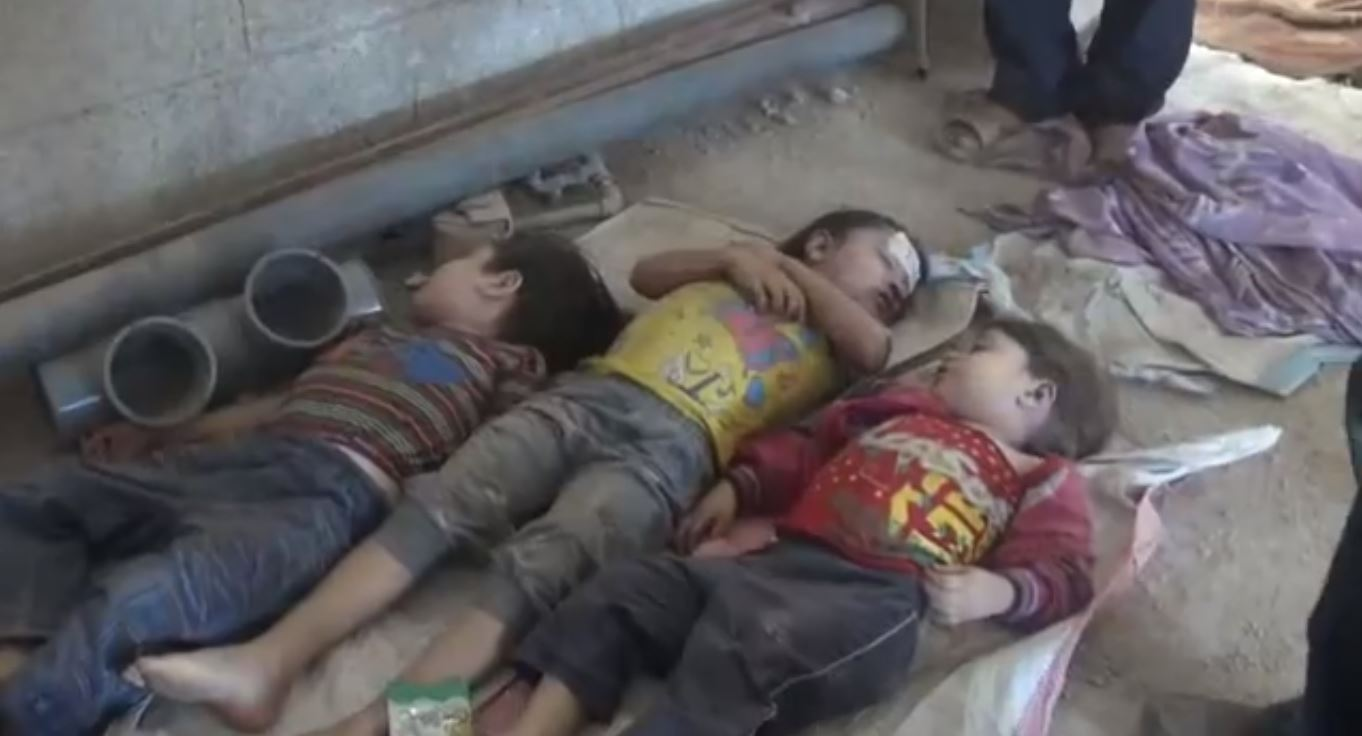
Cadavres d'enfants à la suite de l'attaque chimique de la Ghouta en 2013

Le 25 mai 2011, le corps mutilé de Hamza al-Khatib, un garçon âgé de 13 ans disparu depuis le 29 avril, est rendu à sa famille par les autorités syriennes. Il porte des marques de tortures : cou et mâchoire brisés, rotules broyées, brûlures de cigarettes, blessures par balles dans les bras et parties génitales mutilées. Il avait été arrêté lors d'une manifestation contre le régime. Les images de son corps, diffusées par la famille malgré l'interdiction, alimentent l'indignation contre le régime, qui nie les tortures et les circonstances du décès,,. Cependant, la photographie de son corps torturé, prise par le régime fait partie des photographies exfiltrées par l'ancien photographe légiste César, elle porte le numéro 23 et « apporte la preuve que l'adolescent a été torturé par les services de renseignement ».
Au début du mois de février 2012, le Fonds des Nations unies pour l'enfance estimait en outre que plus de 500 enfants avaient été tués ; 400 enfants supplémentaires auraient aussi été arrêtés et torturés dans les prisons syriennes. Ces deux informations ont été contestées par le gouvernement syrien.
Le 12 juin 2012, l'ONU dénonce le gouvernement syrien comme étant « l'un des pires sur sa liste annuelle « de la honte » où figurent les protagonistes des pays en conflit où les enfants sont tués, torturés et forcés à combattre. » Dans son rapport « Les enfants dans les conflits armés », rendu public le même jour, les Nations unies affirment que « les soldats syriens ont torturé et exécuté sommairement des enfants, et se sont servis de certains d'entre eux âgés d'à peine huit ans comme de « boucliers humains » au cours de leurs opérations contre les rebelles ». Le rapport cite à l'appui les circonstances d'une opération menée le 9 mars par les forces de sécurité syriennes, armée, services de renseignement et milice Chabiha, contre le village d'Ayn l'Arouz dans la région d'Idleb où ont été « raflés des dizaines de garçons âgés de huit à treize ans avant d'attaquer le village. « Ces enfants ont été ensuite utilisés par des soldats et des miliciens comme boucliers humains, placés devant les vitres des autocars transportant les militaires pour pénétrer dans le village lors de l'assaut. Parmi les 11 morts du premier jour de combats ont figuré trois garçons de 15 à 17 ans. Trente-quatre autres personnes, dont deux garçons de 14 et 16 ans et une fillette de neuf ans, ont été capturés. Le village fut finalement incendié et quatre des 34 prisonniers ont été abattus par balles et brûlés, notamment les deux garçons ». Radhika Coomaraswamy, représentante spéciale de l'ONU pour les enfants dans les conflits armés, avait déjà fustigé les forces gouvernementales syriennes avant la publication de ce rapport déclarant « J'ai rarement vu autant de brutalités contre les enfants qu'en Syrie, où les filles et les garçons sont emprisonnés, torturés, exécutés et utilisés comme boucliers humains. »
Le 13 mars 2014, Leila Zerrougui, Représentante spéciale du Secrétaire général des Nations unies pour les enfants et les conflits armés, déclare que le nombre d'enfants affectés par le conflit a doublé en un an et que la Syrie est ainsi devenue « l'un des endroits au monde les plus dangereux pour les enfants ». Elle estime que 3 millions d'enfants syriens sont privés d'éducation « depuis trois ans pour nombre entre eux ».
Des enfants soldats sont aussi présents sur le front, d'après Human Rights Watch. Le régime syrien emprisonne de jeunes enfants « avec des adultes, en les exposant à la violence sexuelle et en les soumettant aux mêmes mauvais traitements et la torture comme détenus adultes ».
Début 2016, il est évalué que plus de 90 % des morts d’enfants et des blessures subies par les enfants durant le conflit syrien ont été infligées par les bombardements aériens.

## Sièges de populations civiles

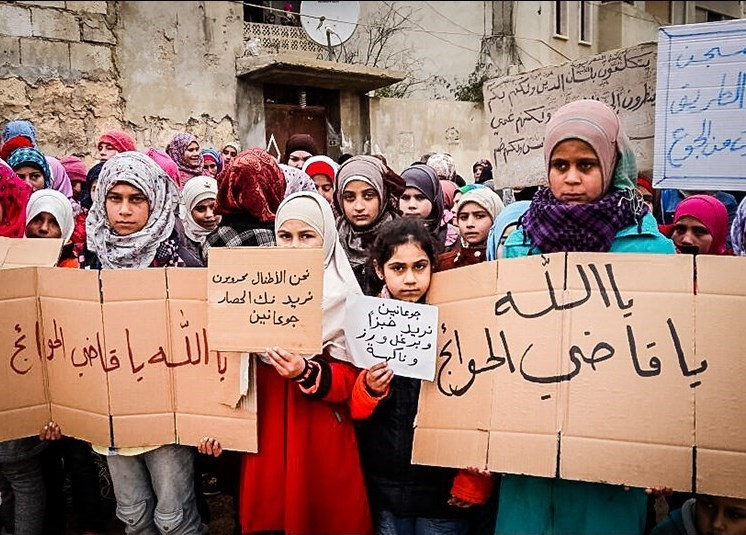
Manifestation lors du siège des villes de Foua et Kafraya

Dans un rapport publié en novembre 2017, Amnesty International dénonce la stratégie des sièges mise en place par le régime et dans une moindre mesure par les rebelles : « Le gouvernement syrien a mis en œuvre une stratégie d’assiègement, d'homicides illégaux et de déplacements forcés, qui a conduit des milliers de civils à quitter leur foyer et les contraint à vivre dans des conditions très dures. Cette stratégie s’apparente à des crimes contre l'humanité ». Différents sièges imposés aux zones civiles aux mains de l'opposition, à Homs, Alep est, Daraya, Madaya, la Ghouta Orientale ont entraîné la mort d'habitants par manque d'eau potable, de nourriture, de médicaments et d'accès aux soins notamment, le régime refusant régulièrement l'entrée d'aide humanitaire, et l'évacuation de personnes malades,,,,. Rémy Ourdan rappelle qu'il y a eu, durant le conflit, jusqu'à 59 villes et enclaves assiégées, dont certaines durant plusieurs années,.
Le camp de réfugié de Rokbane est également assiégé par l'armée syrienne, avec le soutien de la Syrie, à partir d'octobre 2018, pour couper l’approvisionnement « des biens essentiels, comme de la nourriture et des médicaments, d'entrer dans le camp », afin de contraire les personnes qui y vivent à retourner dans les zones sous le contrôle du régime syrien , . Malgré les garanties soutenues par les Nations unies, des centaines de personnes ayant quitté Rubkan sont arrêtées en 2019, .

## Exactions attribuées au régime syrien
Le régime syrien est le principal responsable des exactions commises envers les civils : coupures d'eau, d'électricité et de moyens de communication dans les zones sous contrôle rebelle, sièges empêchant la libre circulation, l'accès aux soins, à la nourriture et aux biens de première nécessité, bombardements indiscriminés et visant volontairement les infrastructures civiles (écoles, hôpitaux, marchés, secours), emploi d'armes non conventionnelles, déplacement forcé, arrestations arbitraires, disparitions forcées, torture, enrôlement forcé à une échelle bien supérieure aux autres belligérants. 
Le régime considère comme « terroriste » tout civil soupçonné de liens avec l'opposition, de sympathie avec la révolution ou de participation à des manifestations.
En décembre 2017, l'OSDH estime à 103 490 le nombre de civils tués depuis le début du conflit, dont 19 116 enfants de moins de 18 ans et 12 041 femmes de plus de 18 ans, le régime de Bachar el-Assad serait responsable de la mort de 63 251 civils.
De mars 2011 à septembre 2019, le Réseau Syrien des Droits de l'Homme calcule que le régime syrien est responsable de la mort de 199 411 civils, soit 88,65 % des civils tués pendant le conflit, dont 22 733 enfants et 21 839 femmes.
Des patients sont arrêtés, torturés ou tués à l'hôpital, notamment s'ils sont soupçonnés d'avoir été blessés au cours d'une manifestation, ,.

### Déplacements forcés de population
Régulièrement, à la suite de sièges ou de batailles prenant pour cible les infrastructures civiles, ou encore par crainte d'arrestations et représailles, les populations sont forcées à fuir. Des civils ont également fui les combats entre différentes factions et fui l’État islamique, mais une immense majorité des Syriens déplacés internes ou réfugiés à l'étranger ont fui en priorité le régime syrien et ses alliés. Selon Amnesty international, les déplacements forcés de population sont une stratégie du régime syrien, ce qui s'apparente à un crime contre l'humanité,.
Selon un rapport du Réseau Syrien pour les droits de l'Homme publié le 15 mars 2020 à l'occasion du 9e anniversaire de la révolution syrienne, environ 15,2 millions de personnes ont été déplacées de force depuis mars 2011, dont neuf millions ont été déplacées à l'intérieur de la Syrie, et près de 6,2 millions vers l'extérieur du pays. Dès 2015, le HCR parle de 13,1 millions de personnes obligées de partir, soit plus de la moitié de la population,. Les déplacements forcés sont également le moyen pour le régime de remplacer les populations, en majorité sunnites, par des en majorité shiites, venues de l'étranger, et plus favorables au régime.

### Spoliations, expropriations, confiscations, destruction
Le régime syrien, qui considère comme terroriste tout civil soupçonné de liens avec l'opposition, de sympathie avec la révolution ou de participation à des manifestations, confisque les biens de ces derniers, soit des dizaines, voire des centaines de milliers de personnes. Les maisons et terres sont soit réquisitionnées et occupées, soit confisquées et vendues, soit rasées, les héritages et pensions des détenus ou personnes en détention confisquées également. Selon l'Association des détenus et des disparus de la prison de Saidnaya, le régime a confisqué des biens de détenus d'une valeur de plus de 1,5 milliard d'euros. Le régime passe également un décret lui permettant de spolier également les biens et terres de personnes "absentes du territoire", ce qui concerne les 15,2 millions de réfugiés et déplacés internes (plus de la moitiés de la population). Des quartiers ayant été aux mains de l'opposition pendant plusieurs années sont ensuite détruits par le régime, une vengeance, selon les habitants.

### Bombardements de populations et d'infrastructures civiles
Selon les analystes, les civils, victimes des bombardements aériens ne sont pas seulement les victimes collatérales des combats, mais sont eux-mêmes les cibles d'une stratégie systématique, car la majorité des bombardements touche les zones civiles et non pas les lignes de fronts. Le régime syrien, avec son allié russe, bombarde systématiquement toutes les infrastructures sanitaires et publiques civiles encore opérantes, notamment les boulangeries, les hôpitaux, les marchés et les écoles, les centres de secours, la défense civile et les habitations, mais également les convois et camps de réfugiés et civils déplacés, , cependant, le régime nie ces exactions et affirme n'effectuer que de la lutte anti-terrorisme. 
La Syrie est également accusée par différentes ONG de bombarder des zones civiles avec des armes interdites comme des armes à sous-munition et des armes incendiaires,,. Toutes ces attaques contre des civils constituent des crimes de guerre, et lorsqu'ils sont commis de manière systématique, de crime contre l'humanité, comme cela a été le cas dans la Ghouta, selon l'ONU. 
Durant le conflit, près de 80 % des décès de civils sont dus au régime et à ses alliés, dont une vaste majorité aux bombardements aériens des armées russe et syrienne.
Un rapport du Réseau Syrien pour les droits de l'Homme de mars 2020 indique que 91,36 % des civils ont été tués par le régime syrien et ses alliés (Russie et milices pro-régime et ajoute que le pourcentage disproportionnellement élevé du nombre de morts parmi les enfants et les femmes, qui représentent 18 % de toutes les victimes, sont un autre indicateur que ces derniers visent délibérément des civils.

### Utilisation d'armes chimiques
Le 5 février 2018, soit un jour après des bombardements présumés au chlore à Saraqeb et à Douma :
- François Delattre, ambassadeur français à l'ONU affirme que les armes chimiques, seraient « employées par le régime syrien, de manière méthodique et de manière systématique contre sa propre population » tout en reconnaissant que « les soupçons pesant sur l’état des stocks syriens d’armes chimiques ne sont toujours pas clarifiés »[80],
- Nikki Haley, ambassadrice des États-Unis à l'ONU déclare disposer "de preuves provenant de dizaines de victimes" confirmant l'usage de chlore dans des attaques menées par le régime syrien, déclaration similaire à celle de Jean-Yves Le Drian, ministre des Affaires étrangères, le 7 février 2018 sur BFM TV "je parle avec précaution parce ce que tant que ce n'est pas complètement documenté, il faut être prudent - mais toutes les indications nous montrent aujourd'hui qu'il y a l'usage du chlore par le régime en ce moment en Syrie"[81],
- Vassili Nebenzia, ambassadeur russe à l'ONU, a dénoncé une "campagne de propagande" visant à "accuser le gouvernement syrien" d'attaques dont "les auteurs ne sont pas identifiés"[81].

Le 7 février 2018 une enquête internationale menée par l'OIAC sur la nature des bombardements est ouverte.

### Arrestations arbitraires et disparitions forcées
Selon Amnesty International, au moins 65 000 personnes, dont 58 148 civils, ont subi des disparitions forcées entre 2011 et 2018. L'ONG affirme que les disparitions forcées, perpétrées par le gouvernement syrien, ses alliés et plusieurs branches de l’appareil de sécurité, ont été « commises dans le cadre d’une attaque organisée contre la population civile qui a été généralisée et systématique, et s’apparentent donc à des crimes contre l’humanité ».
En janvier 2015, l'avocat et défenseur des droits humains Anouar al-Bunni donne les chiffres suivants : « plus de 150 000 détenus, dont moins de 30 000 ont été présentés au tribunal antiterroriste et environ 20 000 à des tribunaux civils et militaires, le sort de 100 000 autres personnes est inconnu, pour certaines depuis plus de trois ans. Environ 20 000 victimes ont succombé à la torture et aux traitements inhumains qui leur sont infligés par les autorités. Pourtant, nous sommes convaincus qu’en réalité ce chiffre dépasse les 50 000 victimes, convaincus que l’on ne distingue que la partie émergée de l’iceberg, que ce soit pour les chiffres, l’étendue de la torture ou le calvaire des détenus ».
En 2015, la documentariste Sophie Nivelle-Cardinale estime le nombre de personnes disparues entre 100 000 et 200 000 depuis 2011, et affirme que les associations syriennes parlent de 600 000 détentions depuis 2011,. L'OSDH affirme qu'un demi-million de personnes ont été détenues, uniquement pas le régime syrien, entre 2011 et 2021.
Le Réseau Syrien des Droits de l'Homme recense quant à lui 83 574 disparitions forcées (dont 1 722 enfants) entre mars 2011 et septembre 2019, 128 417 arrestations arbitraires, dont 3 507 enfants, et 14 131 morts sous la torture (dont 173 mineurs) , ,.
À la suite du siège du camp de Rokbane, de nombreux réfugiés doivent de quitter le camp. Ceux-si expriment des craintes d'arrestation s'ils quittent le camp, des garanties sont données, avec le soutien des Nations unies. Cependant, en décembre 2019, des centaines de personnes ont été arrêtées dans les camps d'accueil gouvernementaux pour être transférées vers des centres de détentions et services de sécurité,.

### Torture de patients dans les hôpitaux
Les personnes blessées lors de manifestations sont systématiquement arrêtées lorsqu'elles se rendent dans des hôpitaux publics. Des médecins, infirmiers et citoyens s'organisent donc pour créer des lieux de prise en charge clandestins, où les services de sécurité du régime n'ont pas accès. Soigner, apporter du matériel médical ou de la nourriture à ces patients est passible d'arrestation, torture ou exécution,.
Les hôpitaux sont également des lieux de torture. Les patients sont traités de terroristes et les employés, sommés de les insulter, frapper, torturer voire tuer. De nombreuses exactions sont documentées en particulier à l'hôpital militaire de Homs, et à l'hôpital militaire de Mezzeh, à Damas, à l'hôpital 604 à Damas et à l'hôpital de Ticherine à Harasta (Ghouta orientale, banlieue de Damas),,.
En juin 2020, un ancien médecin de Homs, Alaa Mousa est arrêté en Allemagne. Il est inculpé de crime contre l'humanité au nom de la compétence universelle, son procès commence début 2022,.

### Tortures et meurtres de détenus
Depuis 2011 une importante montée d'arrestations et d'emprisonnements, a entraîné, en juin 2011, la réouverture de la prison de Palmyre (fermée en 2001 pour vétusté) et début 2012 l'utilisation de différents types de bâtiments (écoles, stades, maisons...) à des fins de détention. Débordé par cet afflux de prisonniers, le personnel pénitentiaire et des centres de détention s'appuie sur les shawish (sergent en arabe), des prisonniers de droit commun incarcérés depuis plusieurs années choisis par l'administration, qui eux-mêmes ont sous leurs ordres d'autres détenus - les soukhra (travailleur forcé en arabe), le plus souvent des civils arrêtés pendant la Révolution - pour les aider dans la gestion des dortoirs et la surveillance des autres prisonniers, ou transporter les corps des détenus morts. 
Bien que le régime de Bachar el-Assad soit signataire de traités internationaux, interdisant la torture et en dépit de l'article 53 de la constitution syrienne, promulguée en 2012 : 
- en juillet 2013, un ex-photographe de police militaire du régime syrien diffuse des photos de milliers de cadavres marqués par des actes de tortures[101],[102],[103],
- le 1er octobre 2015, la commission internationale d’enquête sur les droits de l’Homme en Syrie, établie par le conseil des droits de l’Homme des Nations unies, publie un état des lieux des informations récoltées sur « l'utilisation systématique et généralisée de la torture, documentée dans plusieurs installations de Damas, y compris les branches 215, 235 de la sécurité militaire (également connue sous le nom de branche Palestine) et 227, la Branche de la sécurité politique de Damas, les branches des renseignements de l'armée de l'air à Harasta, à l'aéroport militaire de Mezzeh, l'hôpital militaire de Harasta et la prison de Saidnaya. La torture comprend également le viol et la violence sexuelle. Les informations recueillies indiquent l'existence d'une politique d'État mise en œuvre dans tous les gouvernorats »[42].
- en décembre 2015, Nadim Houry, vice-président de Human Rights Watch pour le Moyen-Orient et l'Afrique du Nord, déclare qu'il s'agit de « preuves authentiques et accablantes de crimes contre l'humanité en Syrie »[104] et l'organisation publie un rapport[105],[106],[107], par géolocalisation, l'association affirme que certaines photographies auraient été prises dans la cour de l'hôpital militaire 601, situé à Mezzé[108] ; ces photos seront aussi remises en 2017 à la justice allemande dans le cadre de la compétence universelle[109],
- en 2015, entre 100 000 et 200 000 Syriens auraient disparu dans les prisons du régime[110],[111],
- en février 2016, les conclusions d'un rapport[112] d'un conseil des Nations unies basées sur 621 interrogatoires[113] de proches, gardiens de prisons et anciens détenus (environ 200 anciens détenus) confirment l'organisation des mauvais traitements assimilés à une politique "d'extermination" des détenus[114] et Paulo Pinheiro, chef de la commission, déclare : « Le caractère massif des morts de détenus suggère que le gouvernement syrien est responsable d’actes qui relèvent de l’extermination et sont assimilables à un crime contre l’humanité »[115],
- le 21 mai 2016 l'OSDH estime à au moins 60 000 personnes mortes sous la torture ou en raison des mauvais traitements selon des renseignements obtenus auprès de sources du régime,
- en août 2016, Amnesty international publie un rapport estimant que 17 723 personnes sont mortes en détention dans les prisons du régime syrien[116],
- le 13 septembre 2016 l'OSDH estime le nombre de disparus à au moins 14 464 personnes, dont plus de 13 475 civils, 110 enfants, 53 femmes, plus de 912 rebelles et environ 20 000 autres prisonniers[117],
- le 1er mars 2017 le Réseau syrien des droits de l'homme (SNHR) affirme de son côté avoir recensé 12 987 morts[118],
- en août 2017 est confirmée - par sa veuve et la Jimmy Wales Foundation - l'exécution en 2015 de Bassel Khartabil[119], notable pour son engagement dans le monde du logiciel libre, mis en détention pour le motif d'espionnage,
- en octobre 2019, le SNHR, qui compile les disparitions depuis le début du soulèvement, recense que 14 298 personnes, dont 63 femmes et 178 enfants, sont morts sous la torture entre mars 2011 et septembre 2019. Parmi elles, 14 131 l’ont été par le régime de Bachar el-Assad[120].

L'ONG Amnesty International estime quant à elle que 300 détenus meurent par mois en moyenne dans les prisons du régime depuis le début de la guerre civile, et la quasi-totalité des prisonniers est torturée. La prison de Saidnaya, près de Damas, est considérée comme celle répertoriant le plus grand nombre de décès,. L'ONG estime qu'entre 5 000 et 13 000 personnes y ont été victimes d'exécution extrajudiciaire entre septembre 2011 et décembre 2015, et probablement des milliers d'autres depuis.
En janvier 2014, trois anciens procureurs internationaux publient un rapport dans lequel ils affirment que 11 000 prisonniers ont été exécutés ou torturés à mort dans les prisons sous le contrôle de l'administration syrienne. Le rapport, qui a été commandé par le Qatar, allié de la rébellion, se base sur 55 000 photos numériques, dont 27 000 sont authentifiées par l'ONU et des ONG. Quelques-unes rendues publiques,,. En août 2016, un bilan de la Human Rights Data Analysis Group (HRDAG), repris par Amnesty International, estime qu'au moins 17 723 personnes sont mortes dans les centres de détention du régime syrien entre mars 2011 et décembre 2015. Des témoignages recueillis par plusieurs associations affirment l'existence de violences sexuelles et de viols des officiers de prisons sur les détenus mais aussi entre les détenus (notamment sur ordre des officiers, sous menace de mort,), ce qui serait favorisé par la présence de mineurs mélangés avec les prisonniers majeurs ,.
Selon des témoignages d'anciennes détenues, des femmes sont emprisonnées avec leurs enfants et nourrissons, des césariennes et accouchements ont lieu en prison, des avortements forcés également, des enfants sont retirés à leur mère et placés en orphelinat. Des bébés et enfants sont privés de soin et de nourriture et meurent en prison, des enfants dès l'âge de 5 ans et adolescents sont victimes de torture,,.

## Exactions attribuées aux autres belligérants

### Exactions de l'armée russe
Le gouvernement russe affirme ne pas employer d'armes incendiaires et affirme que les images tournées par l'AFP ainsi que les rapports de l'OSDH indiquant le contraire constituent un « mensonge éhonté ». Cependant, un reportage de la chaîne d’État RT montre un avion chargé de bombes incendiaires à sous-munitions, sur la base militaire de Khmeimim, en Syrie,.

#### Attaques contre des civils
Le gouvernement russe affirme n'avoir jamais tué un seul civil, ce qui contredit les conclusions des observateurs du conflit et des syriens de l'opposition qui affirment que les avions russes visent la population et non pas l’État islamique. Vladimir Poutine semble profiter de frappes de la coalition occidentale contre l'’État islamique pour affirmer officiellement en viser les djihadistes, alors que dans les faits, la plupart de ses bombardements ciblent en priorité les rebelles opposés à Bachar el-Assad, son allié, et visent également délibérément des zones d'habitation, des marchés et des hôpitaux, participant ainsi à la stratégie de terreur du régime syrien. Au moins 8 000 civils ont été tués par l'armée russe en 3 ans (entre le début de son intervention militaire et septembre 2018) selon l'OSDH, et 6 239 ont été comptabilisés par le SNHR ,  ,  , .
Pour Nicolas Tenzer, il s'agit d'une stratégie qui vise à « terroriser la population, affaiblir le moral et, in fine, de faire le plus de morts possible ».
Régulièrement ses ONG syriennes et internationales comme Human Rights Watch et Amnesty international dénoncent l'utilisation par les aviations russe et syrienne d'armes à sous-munitions dans des zones civiles (armes interdites par les conventions internationales car elles frappent sans discernement possible des cibles), et que la Syrie s'est engagée par écrit à ne pas utiliser , , ,.

#### Bombardements d'hôpitaux
L’aviation russe est régulièrement à l’origine de frappes de précision visant des hôpitaux et infrastructures médicales, ce que nie le gouvernement russe, qui de même que le régime syrien, a toujours démenti viser des installations civiles. 
En 2019, les journalistes du New York Times enquêtent sur les bombardements ciblés de 4 hôpitaux de la région d'Idlib survenus le 5 mai 2019 et prouvent l'implication de l'aviation russe dans chacune , ,. Le Ministère de la défense russe réfute les résultats de cette enquête. Deux jours plus tard, le 16 octobre 2019, Vladimir Poutine signe un décret retirant la Russie du protocole 1 de la convention de Genève de 1949, qui permettait d'enquêter sur les crimes de guerre.
L'ONU crée une commission d'enquête interne pour sur des bombardements de dizaines d'hôpitaux qui avaient communiqué leurs coordonnées géographiques à l'ONU pour ne pas être ciblés, l'ONU ayant communiqué ces coordonnées aux belligérants. La Russie utilise son veto pour restreindre l'envergure de cette enquête, qui ne porte que sur sept attaques d'hôpitaux sur au moins 60 attaqués ; l'aviation russe est soupçonnée dans un seul de ces sept cas.

### Exactions de l'État islamique
Selon l'OSDH, les massacres et les exécutions sommaires commis par l'État islamique (ÉI) font au moins 4 850 morts en Syrie entre le 28 juin 2014 et le 28 mai 2016. Parmi eux figurent 2 685 civils mis à mort certains pour sorcellerie, homosexualité, adultère ou collaboration avec la coalition antidjihadiste, 104 enfants et 148 femmes, 1 270 soldats et miliciens du régime syrien, 351 rebelles syriens, y compris des djihadistes du Front al-Nosra et des Kurdes des YPG, 2 soldats turcs, et 533 de ses propres hommes pour tentative de désertion, « extrémisme », ou espionnage. L'OSDH estime cependant que le bilan réel est probablement plus élevé et évoque notamment plusieurs centaines de disparus dans les prisons de l'ÉI,.
Le Réseau Syrien des Droits de l'Homme recense que, jusqu'en septembre 2019, l’État Islamique est responsable de la mort de 5 004 civils (soit 2,43 % des civils tués), dont 584 femmes, 559 garçons mineurs et 393 filles mineures, de 8 715 arrestations arbitraires (soit 7,25 % des arrestations arbitraires du conflit), 32 morts sous la torture (dont 1 mineur) et de 8 648 disparitions forcées (soit 8,8 % des disparus durant le conflit syrien),,,.
Entre la reprise du territoire à l'État Islamique en 2017 et novembre 2018, 202 fosses communes sont découvertes et d'autres fosses communes sont régulièrement exhumées en 2018 et 2019, parfois contenant des centaines, voire des milliers de corps. Dans les fosses, on trouve aussi bien des djihadistes de l'ÉI que des civils. La minorité Yézidie, contre qui l'ampleur des crimes est telle que des collectifs appellent à sa reconnaissance en tant que génocide, ainsi que les opposants pacifistes et les journalistes, dont certains se regroupent au sein de collectifs clandestins comme Raqqa Is Being Slaughtered Silently, sont particulièrement visés par le groupe terroriste,,. Le groupe djihadiste prend également en otage des proches de journalistes syriens pour faire pression sur eux, ainsi que des étrangers présents en Syrie, notamment des humanitaires, religieux (Paolo Dall'Oglio), et journalistes, afin de monnayer des rançons contre leur libération, et dont certains sont exécutés, y compris dans des vidéos de propagande, comme le journaliste américain James Foley.

### Exactions de groupes armés rebelles syriens
Le 4 juillet 2016, Amnesty International publie un nouveau rapport accusant cinq groupes rebelles — le Harakat Nour al-Din al-Zenki, le Front du Levant, la 16e division, Ahrar al-Cham et le Front al-Nosra — de crimes de guerre. L'ONG énumère des cas précis d'enlèvements de « militants pacifiques et même des mineurs, ainsi que des membres de minorités » suivis de torture ou d'exécutions. Amnesty exhorte le Groupe international de soutien à la Syrie (composé de l’Allemagne, de l’Arabie saoudite, de la Chine, de l’Égypte, des Émirats arabes unis, des États-Unis, de la France, de l’Iran, de l’Irak, de l’Italie, de la Jordanie, de la Ligue arabe, du Liban, des Nations unies, d’Oman, du Qatar, du Royaume-Uni, de la Russie, de la Turquie et de l’UE), qui apporte son soutien à certains de ces groupes, à « faire pression sur les groupes armés pour qu'ils mettent fin à ces violations et respectent les lois de la guerre. Ils doivent cesser tout transfert d'armes ou de soutien aux groupes qui se livrent à des crimes de guerre et à des violations flagrantes des droits fondamentaux »,,.
Le Réseau Syrien des Droits de l'Homme recense que, de 2011 à septembre 2019, les groupes rebelles armés sont responsables de la mort de 4 131 civils (soit 1,83 % des civils tués), dont 873 femmes et 981 enfants (432 filles et 549 garçons), 42 morts sous la torture (dont 1 mineur) 2 844 arrestations arbitraires et de 2 234 disparitions forcées , , , .
Le groupe armé Jaych al-Islam est accusé de disparition forcée, séquestration et torture, dans la Ghouta orientale, entre 2013 et 2018. Il est notamment suspecté d'être responsable de l'enlèvement des « Quatre de Douma », Razan Zaitouneh, Waen Hamadeh, Samira al-Khalil et Nazem Hammadi, militants des droits humains travaillant pour le Centre de documentation des violations en Syrie, à Douma en décembre 2013.

### Exactions des Forces démocratiques syriennes
Dans un rapport publié le 13 octobre 2015, Amnesty international accuse les Unités de protection du peuple (YPG) de s'être rendu coupable de déplacements forcés de population et de destructions de maisons dans plus d'une dizaine de villages repris à l'État islamique. Des images satellite examinées par l’ONG sise à Londres ont montré que le village d’Hussainiya a été détruit à 94 % entre juin 2014 et juin 2015,.
Le Réseau Syrien des Droits de l'Homme recense que, de 2011 à septembre 2019, les Forces démocratiques syriennes (principalement YPG) sont responsables de la mort de 1 157 civils (soit 0,51 % des civils tués), dont 152 femmes et 203 enfants (85 filles et 118 garçons), 47 morts sous la torture (dont 1 mineur), 2 907 arrestations arbitraires et de 1 877 disparitions forcées , , ,.

### Exactions de la coalition
Selon Amnesty international, les frappes de la coalition internationale contre l’État islamique a entraîné la mort d'au moins 1 600 civils lors de la bataille de Rakka en 2017. L'ONG a pu vérifier sur place le décès de 641 civils, et pour les autres, les informations émanent de diverses sources.
Le Réseau Syrien des Droits de l'Homme recense que, jusqu'en septembre 2019, la Force de la coalition internationale sont responsables de la mort de 3 037 civils (soit 1,35 % des civils tués), dont 656 femmes et 924 enfants (303 filles et 621 garçons).

## Exactions envers des exilés et réfugiés de retour en Syrie
Les rapports d'ONG, dont Amnesty international et Human Rights Watch, accusent le Liban et la Turquie de renvoyer de force des réfugiés vers la Syrie, et dénoncent des violations au droit international ,.
En 2017, Mohammad Taha al Ismail Abdallah, originaire de Deir ez-Zor, qui avait fui au Liban pendant la guerre civile avant de revenir en Syrie. À son retour, il est enrôlé de force dans l’armée de Bachar el-Assad. il tente alors de déserter ; capturé, il est torturé, tué, décapité, démembré puis brûlé par des mercenaires russes du groupe Wagner,.
En 2019, l'Association syrienne pour la dignité des citoyens parvient à joindre près de 300 personnes rentrées en Syrie pour les interroger sur les conditions de leur réinstallation. Les deux tiers ont un membre de leur famille menacé d'arrestation par les services de sécurité. Les deux tiers affirment avoir été extorqués par les autorités. Les réfugiés qui retournent s'installer dans les anciennes zones aux mains des rebelles sont dans les situations les plus dangereuses, notamment dans les zones où un accord de réconciliation a été signé. L'association conclut que beaucoup veulent repartir.
Les accords de réconciliations ne sont pas respectés. Près de 30 000 personnes seraient concernées par la conscription par le régime syrien.
Mazen al-Hamada, réfugié qui avait témoigné publiquement des tortures psychologique et physique, y compris de graves atteintes sexuelles lui ayant laissé des séquelles, subies dans les prisons du régime syrien, décide, sans doute poussé par des personnes en lien avec le régime, de renter en Syrie en février 2020. Depuis son arrivée à l'aéroport de Damas, il est porté disparu, arrêté par les services de renseignements,.
En septembre 2021, Amnesty international publie un rapport sur le sort réservé aux exilés qui choisissent de revenir en Syrie. Le rapport dénonce une persécution particulière des personnes ayant fui (accusées par les services de renseignement de manque de loyauté envers le régime Assad ou de terrorisme), et des violations graves aux droits humains : arrestations arbitraires, disparitions forcées, torture, violences sexuelles et viols, y compris sur des enfants, et mort en détention,.
En octobre 2021, c'est l'ONG Human Rights Watch qui publie un rapport de 72 pages comportant les résultats d'une étude sur les violations commises envers les Syriens qui tentent un retour en Syrie, menée entre 2017 et 2021, et dont les conclusions sont similaires : les réfugiés « font face à de graves violations des droits humains et à des persécutions de la part du gouvernement syrien et des milices affiliées ».
En 2022, le SJAC et The Syria Campaign, deux ONG de défense des droits humains, expliquent que, malgré des vidéos complaisantes et aseptisées de vlogueurs autorisés en Syrie, la situation n'est pas du tout stabilisée ni sûre pour le retour de Syriens, dont bon nombre ont été victimes de disparition forcée malgré des garanties préalables à leur retour par le régime.

## Justice
La Syrie ne reconnaissant par la compétence de la Cour pénale internationale (CPI), le seul moyen pour la communauté internationale de saisir la CPI est de le faire via le Conseil de sécurité des Nations unies. Cependant, les vétos russes et chinois empêchent cette saisie,.
Ce sont donc des États qui utilisent leur compétence universelle pour juger des Syriens accusés de crimes commis en Syrie. En Allemagne, en France, en Espagne, en Norvège et au Danemark, des réfugiés syriens et associations de défense des droits humains déposent des plaintes, voire les États eux-mêmes, à l'image des Pays-Bas,.

### Actions judiciaires extra-territoriales
Des plaintes judiciaires, relatives aux disparitions et tortures de détenus, sont déposées hors du territoire syrien :
- En septembre 2015, ouverture en France par le Parquet de Paris de l'enquête pour crimes contre l'humanité dite "César" du pseudonyme du photographe syrien ayant diffusé les clichés en 2013[182],
- En juillet 2016, une plainte est déposée en France contre le régime syrien pour torture et assassinat d'un médecin, Hicham Abdul-Rahman, la plainte est déposée par son frère, médecin également, qui vit en France depuis 30 ans et possède la double nationalité franco-syrienne, dans la prison de Saidnaya[183],[184],
- En octobre 2016[185], une plainte faisant suite aux disparitions à Damas de Mazen et Patrick Dabbagh, citoyens franco-syriens, déposée par leur frère et oncle, à Paris, où sont nommément accusés neuf hauts responsables du régime syrien, dont Ali Mamlouk, haut responsable du renseignement syrien[182],[186],[187],

- En mars 2017, à Madrid la plainte d'une Espagnole, d'origine syrienne, qui a reconnu le corps de son frère sur les clichés de César, est jugée recevabale[186].
- En 2017, un ancien soldat du régime syrien réfugié en Suède, reconnu sur une photo où il pose, souriant, au milieu d’une dizaine de cadavres et écrase de sa chaussure la tête d’un mort, est jugé coupable d'atteinte à la dignité humaine et emprisonné 8 mois[188].
- Plusieurs instructions judiciaires au pénal sont ouvertes en Allemagne et en France à la demande de nombreux survivants et familles de victimes[189]. Une initiative entreprise par la Commission pour la justice internationale et la responsabilité (CIJA), fondée par Bill Wiley, vise à reconstruire les organigrammes des chaînes de commandement à partir d'investigations sur le terrain et de recherche documentaires, afin d'aider l'instruction de dossiers judiciaires[189].
- En février 2019, trois Syriens suspectés d'être d'anciens tortionnaires dans les prisons du régime sont arrêtés en France et en Allemagne[190] ,[191]. En octobre, les deux anciens officiers des services secrets syriens interpelés en Allemagne, Anwar Raslan et Eyad al-Gharib, sont mis en examen pour crimes contre l’humanité. Les procureurs affirment qu'au moins 4 000 personnes ont été torturées par les subordonnés d'Anwar Raslan, responsable des investigations de la « branche 251 », entre avril 2011 et décembre 2012, dont des dizaines sont mortes des suites de leurs interrogatoires. Raslan est accusé de 59 meurtres, de viol et d'agression sexuelle aggravée. Al-Gharib, un subalterne, a arrêté des manifestants et les a conduits à la Branche 251. Il est accusé d'avoir participé à l'enlèvement et à la torture d'au moins 30 personnesà l'automne 2011[192],[193]. Leur procès débute en Allemagne le 23 avril 2020[194].

- En janvier 2020, Majdi Naameh, ancien cadre du groupe armé Jaych al-Islam est arrêté en France. Il est accusé de disparition forcée, séquestration et torture. Il est en particulier suspecté d'être impliqué dans l'enlèvement de quatre militants des droits humains dont Razan Zaitouneh et Samira al-Khalil[195]

- En septembre 2020, les Pays-Bas déposent plainte contre la Syrie pour violations flagrantes des droits de l'homme et en particulier pour torture.
- En avril 2021, quatre ONG portent plaintes contre le régime syrien et en particulier contre plusieurs de ses cadres, accusés d'être impliqués dans les attaques chimiques de la Ghouta en 2013 et de Khan Cheikhoun en 2017 ayant tué plusieurs centaines de civils dont de nombreux enfants[196].

## Mécanisme international, impartial et indépendant chargé de la collecte des preuves des crimes de guerre en Syrie
- Le 3 juillet 2017, le secrétaire de l'ONU António Guterres nomme Catherine Marchi-Uhel, Chef du Mécanisme international, impartial et indépendant (en anglais :  Independent International Commission of Inquiry ou IICI) chargé de la collecte des preuves des crimes de guerre en Syrie[197],[198].
- Le 20 septembre 2018[199], elle annonce avoir réuni près de 900 000 documents, et ouvrir deux dossiers d'enquête sur les crimes de guerre en Syrie[200].
- Le 3 mars 2020, la commission accuse la Russie de crime de guerre[201].